# Declaração das Nações Unidas sobre os Direitos dos Povos Indígenas
A Declaração sobre os Direitos dos Povos Indígenas (UNDRIP ou DOTROIP) é uma resolução não vinculativa aprovada pelas Nações Unidas em 2007. Ela delineia e define os direitos individuais e coletivos dos povos indígenas, incluindo direitos à autodeterminação, auto-organização, cultura, identidade, língua, trabalho, saúde, educação, território, representação e outras questões.

## História

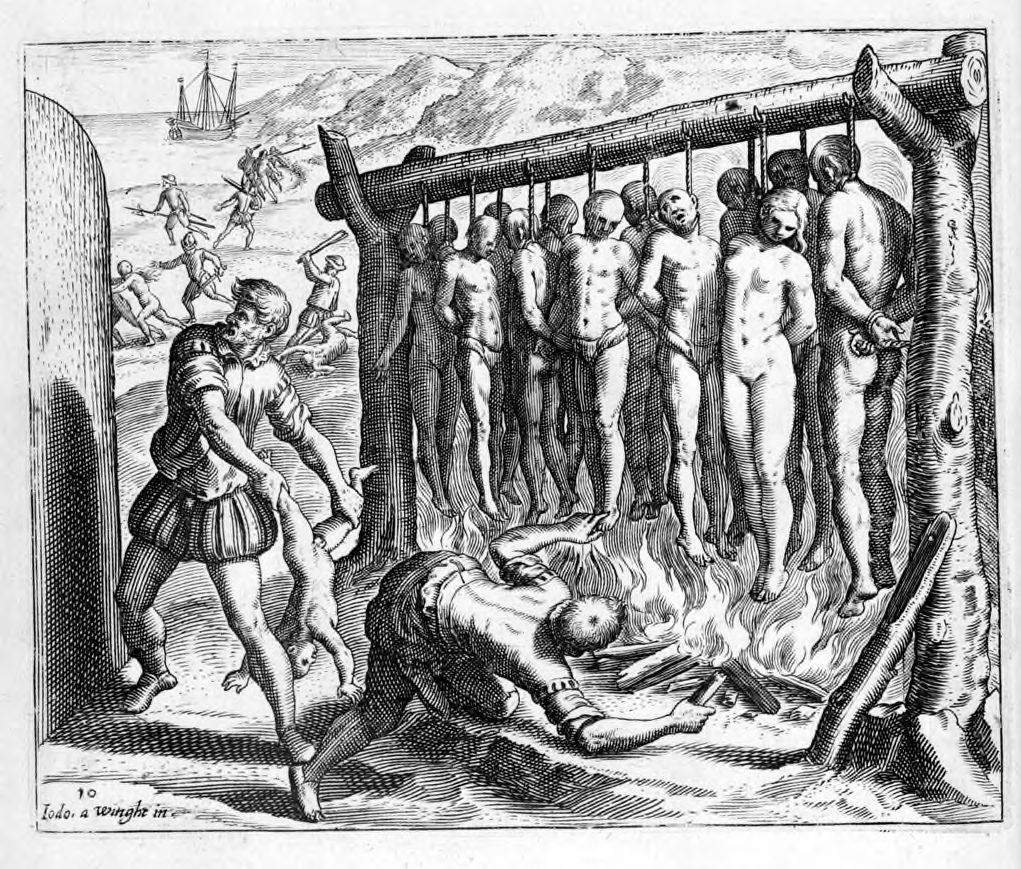
Ilustração da Brevisima relación de la destrucción de las Indias de Bartolomeu de las Casas, descrevendo as atrocidades cometidas pelos espanhóis contra os indígenas durante a conquista de Cuba

Os povos indígenas em todo o mundo historicamente enfrentaram grandes dificuldades durante a expansão colonialista, sendo removidos de suas terras tradicionais, sofrendo extensos massacres e grande discriminação. Com a emergência dos movimentos indígenas, as reivindicações pelos seus direitos espoliados se fortaleceram e passaram a exercer influência política. Isso, contudo, não foi bastante para garanti-los. Em vista desse problema crônico, as Nações Unidas passaram a se movimentar em busca de soluções. Um primeiro relatório sobre a situação dos indígenas foi realizado entre as décadas de 1970 e 1980 pelo delegado especial da ONU José Martínez Cobo, que identificou um sério problema de discriminação em nível global, com repercussões negativas em todos os domínios da vida, produzindo carências generalizadas e conflitos culturais, sociais, econômicos, políticos, religiosos, judiciais, fundiários e outros. Essa constatação levou à criação em 1982 do Grupo de Trabalho sobre Populações Indígenas para estudar as formas de direito aplicáveis, e pouco depois surgiu a ideia de uma Declaração de direitos oficial, que no entanto teria que atravessar muitas barreiras antes de se materializar.

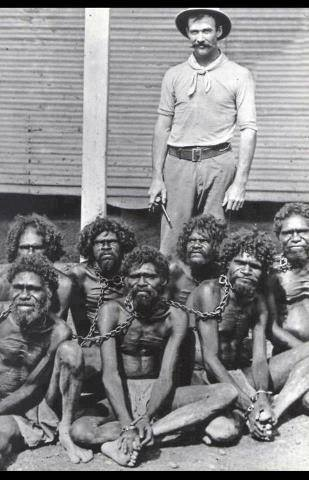
Indígenas australianos acorrentados, 1902

Em 1985 iniciou a preparação de uma minuta do texto, em 1993 a minuta estava finalizada e a ONU declarou o Ano Internacional das Populações Indígenas e a Década Internacional dos Povos Indígenas, e em 1994 a proposta foi submetida à Subcomissão de Prevenção de Discriminação e Proteção de Minorias da ONU, mas quando passou para a Comissão de Direitos Humanos, que solicitou a participação de representantes indígenas para a redação do texto final, a discussão passou a encontrar resistências. O Fórum Permanente para Assuntos Indígenas foi criado para colaborar como órgão consultivo e de divulgação, sendo oficialmente instalado em 2002, contando com representantes de organizações indígenas. Em 2004 a questão não havia progredido muito, e representantes indígenas fizeram uma greve de fome diante da sede da ONU, sendo declarada a segunda Década Internacional dos Povos Indígenas em 2005.
A Cúpula Mundial de 2005 e a 5ª Sessão de 2006 do Fórum Permanente solicitaram a adoção da Declaração o mais rápido possível, a partir de então o debate progrediu com rapidez, e em 29 de junho de 2006 o texto foi aprovado pela Comissão de Direitos Humanos. Um novo atraso foi imposto pela resistência de alguns países africanos apoiados pelos Estados Unidos e o Canadá, levantando objeções sobre alguns conceitos fundamentais expressos na carta, como "povos" e "autodeterminação". Eles também exigiam o reconhecimento da necessidade de atividades militares em terras indígenas em casos de interesse público, e de peculiaridades locais que requeriam um tratamento diferenciado.
O texto foi adaptado e finalmente a Assembléia Geral aprovou-o em 13 de setembro de 2007, com 143 votos a favor, quatro votos contrários (Estados Unidos, Canadá, Austrália e Nova Zelândia), e onze abstenções (Azerbaijão, Bangladesh, Butão, Burundi, Colômbia, Geórgia, Quênia, Nigéria, Rússia, Samoa e Ucrânia). 34 países não enviaram delegados para a votação. Em 2009, sob forte pressão dos movimentos indígenas, o governo australiano aderiu à Declaração, seguido pela Nova Zelândia em 2010. Mais tarde o Canadá, a Colômbia e Samoa também aderiram.

## Conteúdo
A Declaração inicia com um preâmbulo onde reconhece a igualdade fundamental entre todos os povos e o seu direito à diferença cultural, condena a discriminação, refuta as teorias de superioridade de alguns povos sobre outros, assinala o histórico de perseguições, injustiças e preconceitos que os povos indígenas já sofreram e continuam sofrendo, enfatiza a necessidade de respeito aos povos e às suas culturas e modos de vida para um futuro de harmonia, democracia e cooperação, e invocando outras cartas e tratados internacionais que sustentam o respeito e autodeterminação dos povos, proclamou solenemente a Declaração "como ideal comum, que se deva perseguir em espírito de solidariedade e respeito mútuo", seguindo-se 46 artigos que detalham seus objetivos.
O conteúdo da carta se organiza principalmente em torno aos direitos à autodeterminação e à preservação das culturas, sendo que dezessete dos 46 artigos fazem referência a isso. Segundo o Instituto Socioambiental, as questões mais importantes são cinco:
Direito à autodeterminação: os povos indígenas têm o direito de determinar livremente seu status político e perseguir livremente seu desenvolvimento econômico, social, cultural, institucional, educativo, sanitário, e outros que sejam importantes para sua auto-organização, sobrevivência e bem-estar. Este ponto foi o que gerou mais resistências, sendo alegado que poderia justificar o entendimento dos povos indígenas como nações independentes dentro de nações já existentes. Porém, há um consenso entre os especialistas em Direito Internacional que o princípio da autodeterminação não fere e nem ameaça a soberania dos Estados nacionais. O que a Declaração garante aos indígenas é o autogoverno sobre seus assuntos internos e locais, e o direito à consulta prévia em caso de ações externas que os afetem.
Direito à cultura: garante o direito dos povos de preservarem suas culturas, formas de vida, identidade, língua e nomes, o direito à diversidade, e o direito de serem representados adequadamente e serem bem informados, se necessário através de tradutor, em qualquer procedimento judicial ou administrativo que lhes diga respeito.
Direito ao consentimento livre, prévio e informado: garante aos povos indígenas o direito de serem adequadamente informados e devidamente consultados antes da adoção de medidas legislativas ou administrativas de qualquer natureza que os afetem, incluindo obras de infra-estrutura, mineração ou exploração de outros recursos em suas terras tradicionais.
Direito à reparação: a Declaração exige dos Estados nacionais que deem reparação aos povos sobre qualquer bem cultural, intelectual, religioso ou espiritual subtraído sem seu consentimento prévio ou em violação dos seus costumes.
Direito à comunicação: os povos indígenas têm direito de manter seus próprios meios de comunicação em suas línguas, bem como ter acesso a todos os meios de comunicação não indígenas, e garante o direito de serem representados fidedignamente na mídia pública.

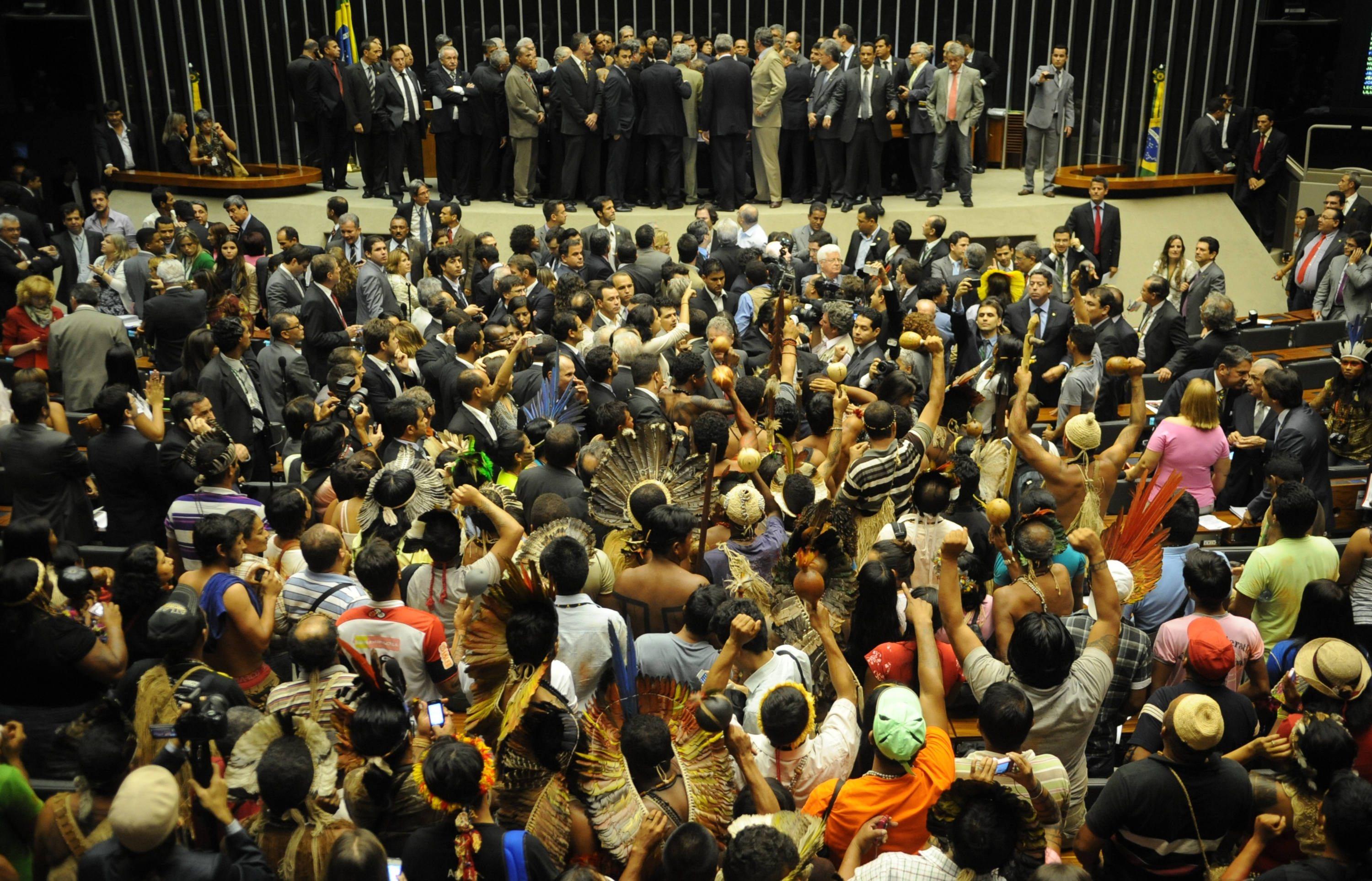
Revoltados com a Proposta de Emenda à Constituição 215, que passaria para o Congresso Nacional os poderes para demarcar as terras indígenas, centenas de indígenas brasileiros invadiram o plenário da Câmara dos Deputados em 16 de abril de 2013

A Declaração reconhece tanto direitos individuais quanto coletivos, e também garante aos indígenas todos os direitos humanos e liberdades fundamentais concedidos aos outros povos e pessoas e reconhecidos pelo Direito Internacional, pela Carta das Nações Unidas, pela Declaração Universal dos Direitos Humanos e outros documentos e tratados internacionais; reconhece seu direito de participar em pé de igualdade na vida das nações em que se encontram, incluindo a política e a economia; o direito à vida, à saúde, à integridade física e mental, à liberdade, à justiça, ao trabalho e à segurança da pessoa; o direito de recusar a aculturação forçada; o direito às suas terras tradicionais e seus recursos; o direito à proteção e conservação do seu ambiente; o direito à assistência financeira e técnica dos Estados nacionais.
A carta enfatiza ainda que os Estados nacionais devem estabelecer medidas eficazes para que esses direitos sejam atendidos e protegidos, sendo "as normas mínimas para a sobrevivência, a dignidade e bem estar dos povos indígenas do mundo", e que nenhum conteúdo da Declaração pode ser usado para subtrair direitos já adquiridos, ou impedir a aquisição de outros no futuro, ou justificar ações contrárias aos interesses dos povos. Também declara que nenhum dispositivo do documento poderá ser interpretado para autorizar ou fomentar qualquer ação que afete a integridade territorial ou a unidade política dos Estados soberanos independentes, e finaliza afirmando que "as disposições enunciadas na presente Declaração devem ser interpretadas de acordo com os princípios da justiça, democracia, respeito aos direitos humanos, igualdade, não discriminação, boa administração pública e boa fé".

## Significado
A Declaração não tem força de lei, mas é um compromisso formal assumido pelos Estados signatários, reflete importantes aspirações dos povos e o pensamento de um movimento internacional crescente, busca corrigir injustiças históricas e é um incentivo para que os Estados estabeleçam relações mais positivas com os povos indígenas e evitem a violação dos seus direitos, servindo de diretriz para a criação de políticas públicas mais eficientes e para a conscientização da população em geral. Qualquer pessoa pode invocar a Declaração diante de situações de opressão ou de violação de direitos indígenas, e pode encaminhar denúncia ao relator da ONU para os direitos indígenas.
O secretário-geral das Nações Unidas, Ban Ki-moon, comemorou a aprovação dizendo que se tratava de um marco na história da ONU e uma vitória para os povos indígenas de todo o mundo, sendo um momento de reconciliação com um passado doloroso e a tomada de um novo rumo em direção aos direitos humanos, à justiça e ao desenvolvimento para todos. Segundo a UNESCO, "a Declaração constitui um instrumento internacional importante de direitos humanos em relação a povos indígenas porque contribui para a conscientização sobre a opressão histórica impetrada contra os povos indígenas, além de promover a tolerância, a compreensão e as boas relações entre os povos indígenas e os demais segmentos da sociedade".
Na visão de Galvis, Ramírez & Forero, da Fundação para o Devido Processo Legal, "a Declaração é um passo histórico para o reconhecimento dos direitos dos povos indígenas, na medida em que prevê, em âmbito universal, as normas mínimas para garantir a sobrevivência, a dignidade, o bem estar e o respeito aos direitos dos povos indígenas. […] É a pedra angular da proteção internacional dos direitos dos povos indígenas no atual estado de desenvolvimento do Direito Internacional". Para Antonio Guerreiro, professor da UNICAMP, "é um importante complemento à Declaração Universal dos Direitos Humanos, pois reconhece aos povos indígenas o gozo de tais direitos na condição de coletividades diferenciadas e autônomas, contrapondo-se a limitações impostas por modos de dominação políticos, territoriais e culturais, sejam eles partes de regimes explicitamente autoritários, ou efeitos da persistência de relações coloniais mesmo em países democráticos".

## Resultados

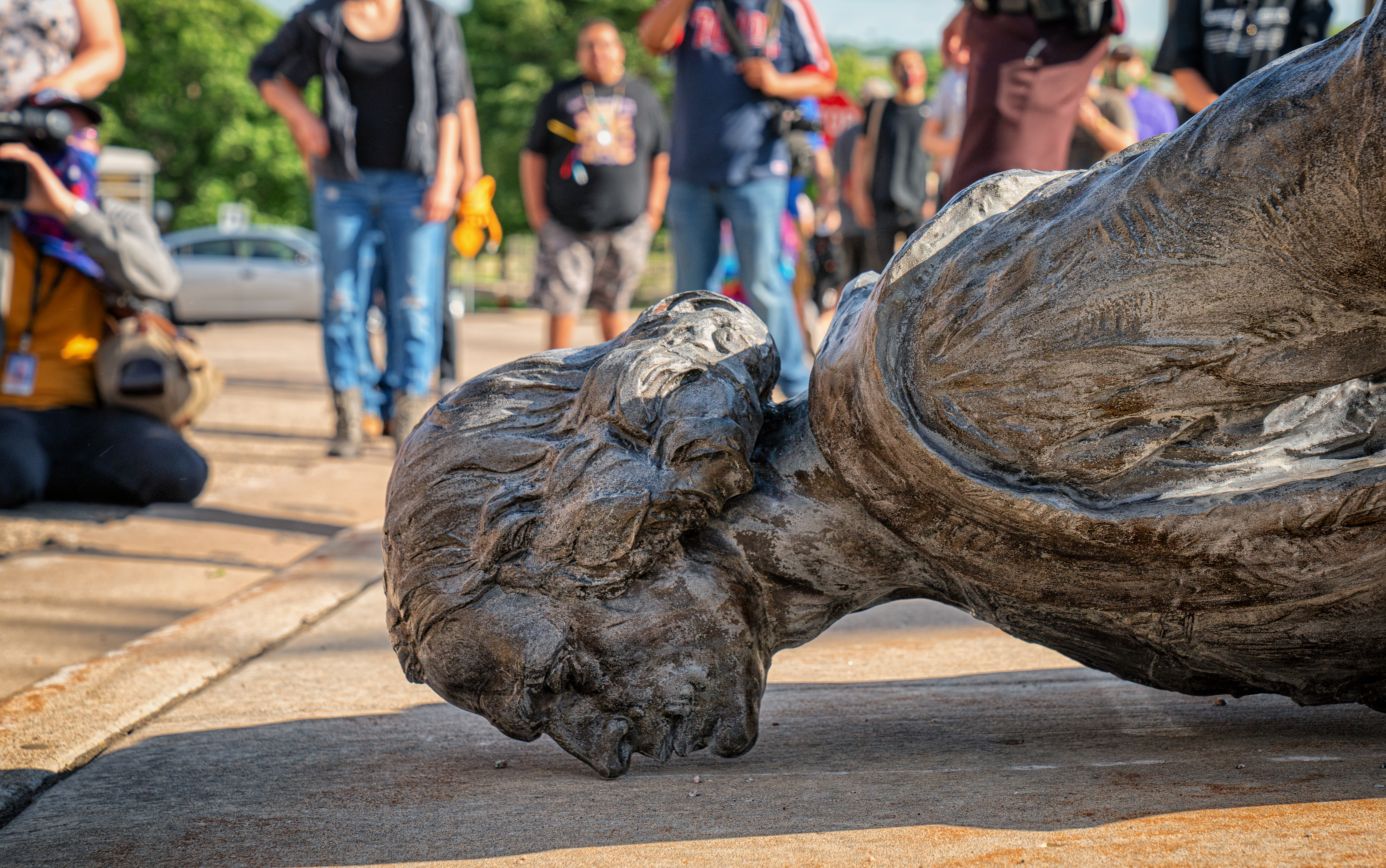
Estátua de Cristóvão Colombo derrubada nos Estados Unidos por membros do movimento indígena, 2020. O movimento denunciava Colombo pelo seu papel como representante do sistema colonialista e como um assassino e explorador dos indígenas.

Em 2017 o Alto Comissariado de Direitos Humanos da ONU emitiu nota dizendo que depois da aprovação da Declaração alguns resultados positivos haviam sido observados, mas os desafios continuavam enormes, muitos Estados ainda não reconheciam os direitos indígenas, mesmo em Estados democráticos que viviam à luz do Direito a Declaração não havia sido implementada, em muitos casos a situação dos povos havia piorado, e os defensores dos seus direitos permaneciam sob risco de vida, crescendo o número de assassinatos. A nota também declarou:
"Os povos indígenas ainda sofrem racismo, discriminação e acesso desigual a serviços básicos, incluindo saúde e educação. Onde há dados estatísticos disponíveis, eles mostram claramente que eles são deixados para trás em todas as frentes, enfrentando níveis de pobreza desproporcionalmente mais altos, menor expectativa de vida e piores resultados educacionais. Os povos indígenas enfrentam desafios particularmente graves devido à perda de suas terras e direitos sobre os recursos, que são pilares de seus meios de subsistência e identidades culturais. […] Os povos indígenas estão sendo cada vez mais envolvidos em conflitos por suas terras, recursos e direitos. […] Ainda temos um longo caminho a percorrer antes que os povos indígenas gozem plenamente de seus direitos humanos expressos na Declaração".